# Mèches (teinture)

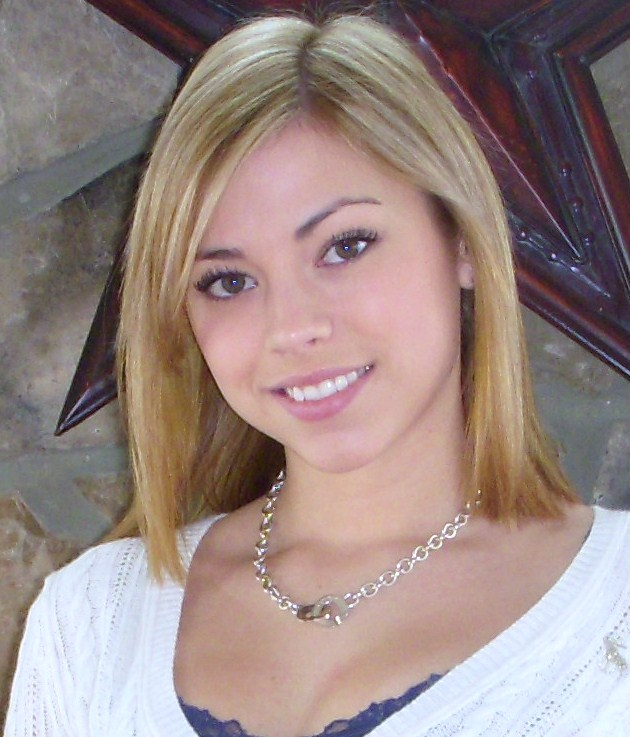
Cheveux avec mèches blondes

Les mèches est une technique de coiffure qui consiste à colorer une partie de la chevelure pour obtenir des mèches de couleur différente de l’ensemble des cheveux. Par exemple des mèches blondes dans une chevelure brune.
Les reflets peuvent être de n’importe quelle couleur, à condition qu’ils soient plus clairs que les cheveux environnants. Les cheveux éclaircis avec de l'eau de Javel ou une coloration permanente resteront permanents jusqu'à ce qu'une nouvelle pousse commence à apparaître. Les cheveux méchés peuvent donner l’impression que les cheveux sont plus fournis. C’est pourquoi il est parfois recommandé aux personnes ayant les cheveux fins.